# Iwan Walentinowitsch Golunow

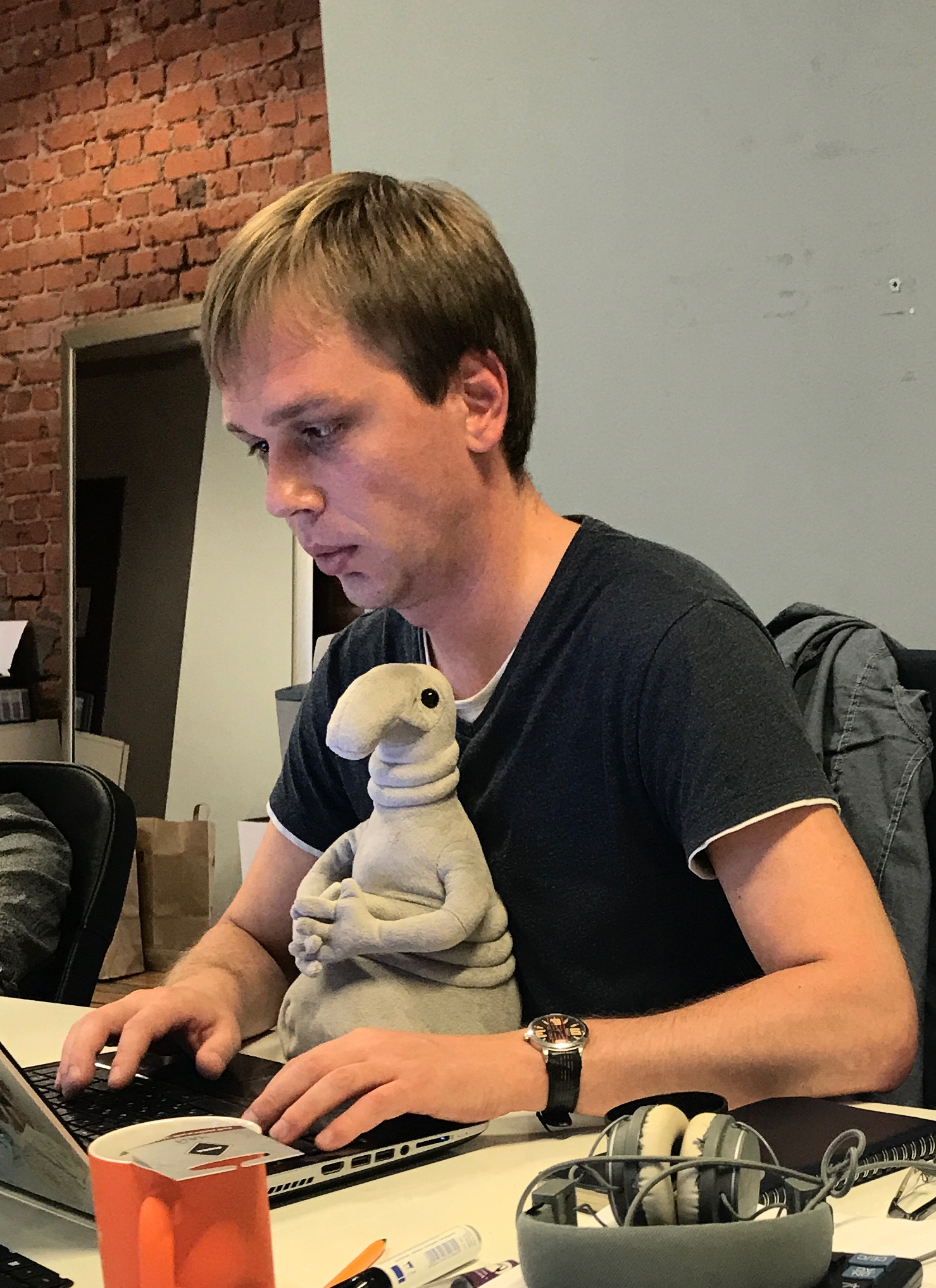
Iwan Golunow

Iwan Walentinowitsch Golunow (russisch Ива́н Валенти́нович Голуно́в, wiss. Transliteration Ivan Valentinovič Golunov; * 19. Januar 1983 in Moskau) ist ein russischer Journalist. Er gilt als einer der bekanntesten Investigativjournalisten in Russland.

## Leben
Golunow schreibt für die mehrsprachige Internetzeitung Meduza mit Sitz in Riga. Unter anderem recherchierte er über Korruption in Russland, zum Beispiel über das drastisch angewachsene Vermögen des Moskauer Vizebürgermeisters Pjotr Birjukow und seiner Familie oder über die Bereicherung von Staatsangestellten in den mafiösen Strukturen im Bestattungswesen.

## Festnahme Juni 2019 und Freilassung
Am 6. Juni 2019 wurde Golunow unter dem Vorwurf des Drogenhandels festgenommen. Kurz darauf wurde er ins Krankenhaus eingeliefert. Sein Anwalt sagte, bei Golunow seien gebrochene Rippen, Prellungen und eine Gehirnerschütterung festgestellt worden.

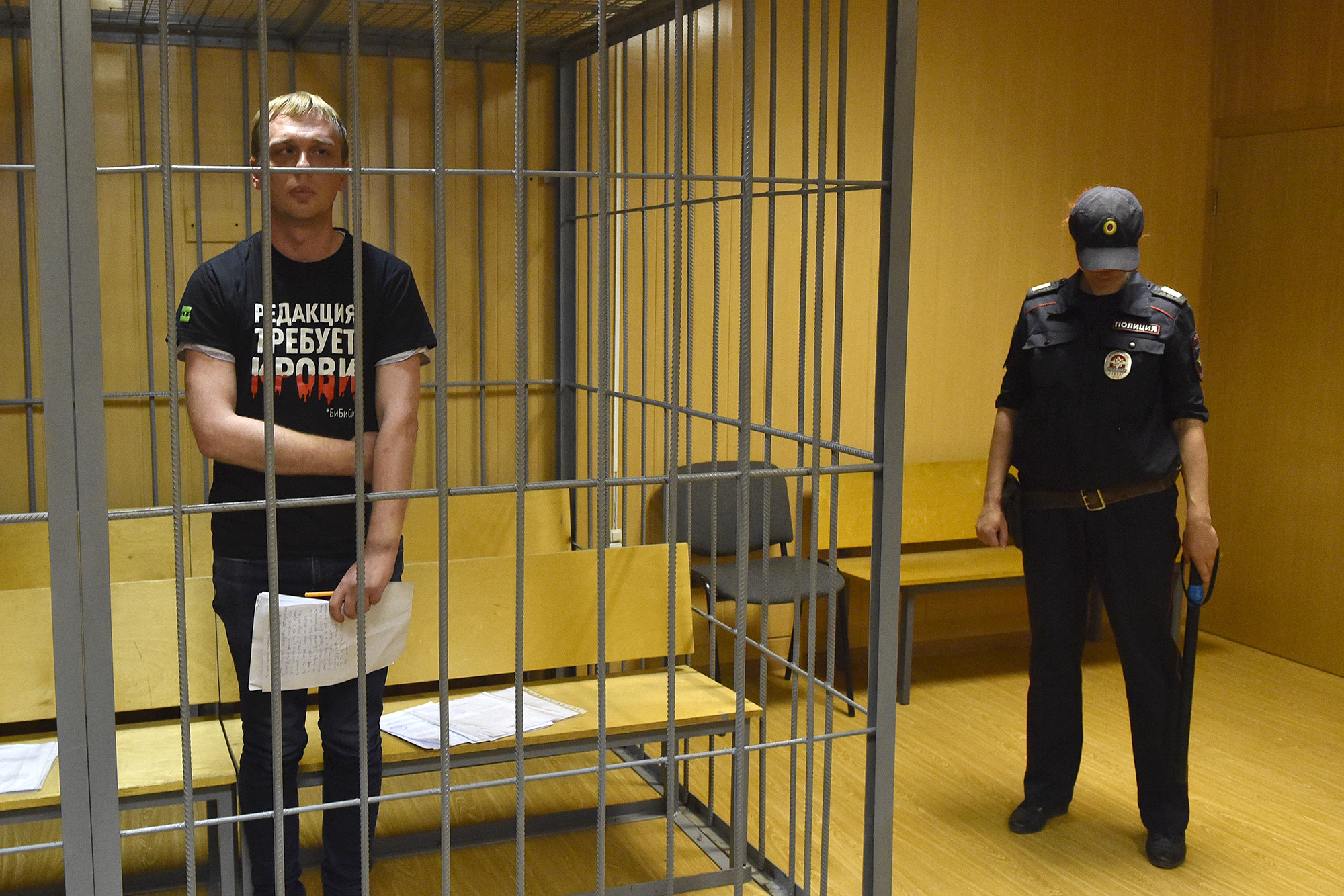
Golunow als Angeklagter vor einem Gericht in Moskau, 8. Juni 2019

Nach einer anschließenden Untersuchung und Behandlung im Krankenhaus wurde Golunow am 8. Juni 2019 einem Richter vorgeführt, der wegen des Vorwurfs des Drogenhandels einen Hausarrest bis mindestens zum 7. August 2019 anordnete. Laut Erkenntnissen der Nowaja gaseta gab es weder Drogenspuren an seinen Händen noch an den angeblich bei Golunow gefundenen Drogensäckchen Spuren von Golunow. Acht von neun Fotos, welche die Polizei veröffentlichte, stammten offensichtlich gar nicht aus der Wohnung Glounows, die Aufschrift auf den Säcken war nicht von ihm.
Auch die Menschenrechtsorganisation Reporter ohne Grenzen kritisierte die Verhaftung und hielt den Vorwurf des Drogenhandels für erfunden. Am 10. Juni 2019 erschienen die drei großen russischen Tageszeitungen Kommersant, RBK und Wedomosti mit der Schlagzeile: „Wir sind Iwan Golunow“, um gegen die Verhaftung zu protestieren. Kreml-Sprecher Dmitri Peskow räumte ein, dass das Verfahren eine Reihe von Fragen aufgeworfen habe, wollte aber aus dem Fall keine „allgemeine Schlussfolgerungen über das Misstrauen ins gesamte System ziehen“.
Am 11. Juni 2019 stellte die russische Justiz ihre Ermittlungen gegen Golunow ein und ließ den Vorwurf des Drogenbesitzes fallen. Nach Mitteilung des Innenministeriums wurde auch der Hausarrest gegen Golunow aufgehoben. Zwei Polizisten wurden suspendiert und eine interne Untersuchung wurde angekündigt. Bei einer nicht genehmigten Solidaritätskundgebung für Golunow nach seiner Freilassung nahm die Polizei mehrere Hundert Personen fest, darunter auch Journalisten und den Oppositionspolitiker Alexei Nawalny.

### Hintergrund
Auch andere Journalisten und andere Kritiker der Regierung wurden in der Vergangenheit mit Rauschgiftverfahren überzogen, die als inszeniert gelten. Das Unterschieben von Drogen ist eine weit verbreitete Art, in Russland kriminalisiert zu werden. Der letzte bekannte Fall vor Golunow betraf den Vertreter der Menschenrechtsorganisation Memorial in Tschetschenien, Ojub Titijew. Dieser wurde im März 2019 zu vier Jahren Haft verurteilt und stand im Juni 2019 erneut vor Gericht.
Freunde des Verhafteten erläuterten die Möglichkeit, dass dieses plumpe Vorgehen vorsätzlich gewählt worden sei, dies als deutliche Warnung an andere Journalisten. In der Nowaja gaseta schrieb hingegen Kirill Martynow, damit wären nicht nur Journalisten angegriffen worden, sondern jeder Bürger Russlands schütze mit seinem Einsatz für Golunov und gegen die Behördenwillkür sich selber. Der Schriftsteller Dmitri Gluchowski nannte es keinen Triumph der Gerechtigkeit, sondern „wie immer“ in Russland, ein Triumph der politischen Zweckmäßigkeit, welche jede Mobilisierung der Zivilgesellschaft zu verhindern suche.